# 상태 개조
《상태 개조》(영어: Altered States)는 미국에서 제작된 켄 러셀 감독의 1980년 SF 공포 영화이다. 윌리엄 허트 등이 출연하였고, 하워드 곳프리드 등이 제작에 참여하였다. 케타민, LSD를 투여받은 피실험자를 외부와 격리된 감각 차단 탱크 안에 넣어 정상 정신 상태에서 벗어나게 만들고 그 반응을 살펴본 존 C. 릴리의 실제 연구에 기초하고 있다.

## 줄거리
1967년. 컬럼비아 대학교 정신병리학자 에드워드는 조현병을 연구하던 중 의식이 변성된 상태(altered state of consciousness)도 의식이 명료한 정상 상태와 다르지 않다는 걸 증명하기 위해 본인이 직접 감각 차단 탱크에 들어가 감각을 박탈하는 실험을 시작한다. 한편 그는 자신처럼 수재인 에밀리를 만나 사랑에 빠진다.
10년 후 하버드 의학전문대학원 종신 교수가 된 에드워드는 에밀리와 두 딸을 두었으나 이혼 직전이다. 에드워드는 환각 상태를 공동 경험한다는 한 멕시코 부족 얘기를 듣고 이들의 의식에 참여하기로 한다. 의식에 쓰이는 묘약에는 광대버섯과 이들이 태초의 꽃이라고 부르는 헤이미아 살리시폴리아가 포함돼있다.
묘약 견본을 미국으로 가져온 에드워드는 이를 이용해 실험을 더 강도 높게 진행한다. 에드워드는 작은 야생의 혈거인으로 변하는 등 퇴행을 거듭한 끝에 형태를 잃고 태고의 의식 덩어리로 변모한다. 에밀리는 원래 탱크가 있던 자리에 생긴 소용돌이 속에서 무정형의 에너지가 되어 현실에서 완전히 사라지려고 하는 에드워드를 찾아내 손을 잡고, 에드워드는 그런 에밀리를 보면서 변형에 저항한 끝에 인간으로 돌아와 에밀리와 포옹한다.

## 출연진
- 윌리엄 허트
- 블레어 브라운
- 밥 밸러밴
- 찰스 헤이드
- 테이오 펭글리스
- 도리 브레너
- 피터 브랜던
- 드루 배리모어
- 존 래러켓
- 조지 게인스

## 기타 제작진
- 협력 기타: 스튜어트 베어드
- 배역: 하워드 퓨어, 제러미 리처
- 미술: 리처드 맥도널드
- 의상: 루스 마이어스